# Meulan-en-Yvelines
Meulan-en-Yvelines é uma comuna francesa na região administrativa da Île-de-France, no departamento de Yvelines. A comuna possui 8 855 habitantes segundo o censo de 2010.